# The Jungle Book (phim 1967)
Cậu Bé Rừng Xanh (tiếng Anh: The Jungle Book) là một phim hoạt hình sản xuất bởi Disney dựa vào truyện cùng tên của Rudyard Kipling. Đây là một trong số những bộ phim hoạt hình nổi bật nhất của Disney. Bộ phim hoạt họa đã thành công rực rỡ, cứu nguy cho hãng Walt Disney Pictures và được phát lại 19 lần. Phần tiếp theo của bộ phim, Cậu Bé Rừng Xanh 2, đã được sản 2003. Và cũng là bộ phim cuối cùng được Walt Disney thực hiện, trước khi ông mất vào năm 1966.

## Nội dung
Mowgli, một đứa bé trai nhỏ được Bagheera, một con báo đen, tìm thấy trong một chiếc giỏ ở sâu trong rừng xanh. Bagheera đã mang cậu bé đến cho Raksha, một cô sói mẹ vừa sinh một đàn sói con. Cô cùng chồng là Rama, nuôi nấng cậu bé cùng đàn sói con trong 10 năm và Mowgli giờ đây đã quen với cuộc sống rừng rậm và chơi đùa cùng anh em sói của mình. Bagheera cảm thấy vui mừng khi thấy Mowgli sống vui vẻ, nhưng anh cũng rất lo lắng rằng có thể cậu bé vẫn cần phải trở về làng của con người.
Vào đêm nọ, đàn sói tụ họp cùng nhau tại đá mỏm đá của Đàn Sói, thông báo một tin rằng Share Khan, một con hổ Băng-gan ăn thịt người nay đã trở lại khu rừng. Sói đầu đàn Akela quyết định rằng Mowgli giờ đây không thể ở chung với đàn nữa và phải ra khỏi khu rừng để đến nơi an toàn. Bagheera tình nguyện sẽ đưa Mowgli về tới "Làng Con Người". Họ rời đi đêm đó, nhưng Mowgli vẫn quyết định ở lại rừng. Cậu bé và Bagheera nghỉ trên một cái cây lớn, cũng là ổ của Kaa, một con trăn Ấn Độ đang đói, hắn cố gắng để nuốt chửng Mowgli nhưng Bagheera đã ngăn lại. Sáng hôm sau, Mowgli đã đi chùng làn với đội tuần tra Voi được dẫn dắt bởi Colonel Hathi và vợ là Winifred. Bagheera tìm thấy Mowgli sau đó, vì quá tức giận nên anh đã định bỏ mặc Mowgli, nhưng suy nghĩ lại nên anh đã quay lại và phát hiện cậu bé vừa làm quen với gấu Baloo, một con gấu yêu đời, hay ca hát và giữ Mowgli bên mình, không cho cậu bé về lại làng.
Một lúc sau, trong lúc ca hát cùng Baloo trên dòng sông, Mowgli bị một đám khỉ bắt cóc và mang đến cho vua khi của chúng, một con đười ươi với tên gọi là "vua Louie" đã đưa ra đề nghị sẽ giúp cho Mowgli ở lại rừng nếu như cậu bé nói cho hắn biết cách để tạo ra lửa như con người. Tuy nhiên, do không được con người nuôi nấng từ nhỏ nên Mowgli không biết cách làm. Bagheera và Baloo đến nơi để giải cứu cậu bé, trong cơn hỗn loạn, lâu đài của bọn khỉ đổ nát tan tành. Bagheera nói với Baloo rằng trong đêm nay phải thuyết phục Mowgli rằng rừng rậm không bao giờ an toàn cho cậu bé khi có Shere Khan. Vào sáng hôm sau, Baloo đã miễn cưỡng giải thích với Mowgli rằng về làng là nơi tốt nhất cho cậu, nhưng Mowgli đổ lỗi cho Baloo rằng đã thất hứa và chạy đi mất. Trong lúc Baloo chạy đi tìm, thì Bagheera cũng nhờ đến sự giúp đỡ của Hathi và đoàn tuần tra của ông ấy. Nhưng không may, cuộc nói chuyện của Bagheera và Hathi đã bị Shere Khan nghe thấy và hấn quyết định sẽ truy tìm và giết chết Mowgli khi cậu bé ở một mình.
Trong lúc đó, Mowgli đối mặt với Kaa một lần nữa, cùng lúc Shere Khan đi ngang qua, thấy bụng của Kaa thòng xuống dưới nên đã kéo xuống để hỏi chuyện, xem hắn có biết nơi mà Mowgli đang ở hay có đang giữ cậu bé hay không, khi lừa được Shere Khan ở dưới đi thì Mowgli ở trên đã tỉnh dậy và đạp phần thân của Kaa khiến hắn rơi xuống đất và bò đi. Cậu lang thang đến một vùng đất hoang tàn và làm quen với những chú diều hâu, và họ nhận cậu vào làm một phần trong ban nhạc. Trong lúc cả nhóm đang hát ca vui vẻ, thì Shere Khan xuất hiện, khiến bọn diều hâu bay mất và rượt theo Mowgli. Baloo lúc đó đã tới kịp để giải cứu và giữ đuôi Shere Khan lại, nhưng lại bị hắn cào một phát bất tỉnh. Ở một khúc cây gần đó, bị sấm đánh vào mà bốc cháy, đám diều hâu giúp Mowgli giữ chân Shere Khan lại trong lúc cậu chạy đi lấy một cành cây đang cháy và cột vào đuôi Shere Khan. Quá sợ hãi ngọn lửa đó, hắn đã hoảng hồn và chạy thục mạng.
Bagheera và Balloo sau đó đã đưa Mowgli về lại làng, nhưng cậu bé vẫn còn do dự. Lúc đó, lại xuất hiện một cô bé đi từ trong làng ra, cô bé ấy bưng trên đầu một chiếc bình để ra bờ sống lấy nước, vừa đi vừa nghêu ngao hát, tiếng hát và sắc đẹp của cô bé đã làm Mowgli nhìn theo và đi theo cô bé vào trong làng. Từ đó, Bagheera và Baloo đã quay về lại rừng vì họ biết Mowgli giờ đây đã ở nơi an toàn nhất cho cậu bé rồi.

## Lồng tiếng
- Bruce Reitherman - Mowgli.
- Phil Harris - Baloo.
- Sebastian Cabot - Bagheera.
- Louis Prima - vua Louie.
- George Sanders - Shere Khan.
- Sterling Holloway - Kaa.
- J. Pat O'Malley - đại tá voi Hathi.
- Verna Felton - Winifred.
- Clint Howard - Junior, con trai của Hathi.
- Chad Stuart - Flaps.
- Digby Wolfe as Ziggy the Vulture*
- Lord Tim Hudson - Dizzie.
- John Abbott - Akela.
- Ben Wright - Rama.
- Darleen Carr - cô bé loài người.
- Leo De Lyon - Flunkey (con khỉ nhỏ cầm chiếc hát theo sau chân vua Louie)

## Phản hồi
Bộ phim thu được tổng cộng 73.741.048 đô la mỹ trên toàn thế giới.
Bộ phim nhận được số điểm 88% tại trang web bình luận phim Rotten Tomatoes, và đã nhận được đề cử cho Giải Academy Award cho phim hoạt hình hay nhất năm 1967 bài hát nổi bật nhất trong phim "The Bare Necessities".

## Nhạc phim
Bài hát nổi bật nhất trong phim là "The Bare Necessities" nhạc và lời: Terry Gilkyson.
Ngoài ra còn có: 
- "Colonel Hathi's March"
- "I Wan'na Be Like You"
- "Trust in Me"
- "That's What Friends Are For"
- "My Own Home"